# Cosmonium
Cosmonium é uma forma hipotética de matéria em que o Universo estaria em uma forma densa de matéria como uma partícula chamada Cosmon. A ideia foi originalmente proposta por Georges Lemaître que sugeriu a ideia de um "átomo primordial" (L'Hypothèse de l'Atome Primitif) 1946. Ele ilustrou a ideia imaginando um objeto 30 vezes maior que o volume do Sol contendo toda a matéria do Universo. Sua densidade seria em torno de {\displaystyle 10^{15}{\text{g cm}}^{-3}}.  Em sua opinião, isso explodiu em algum lugar entre 20–60 bilhões de anos atrás.
A ideia de um "super-átomo" primitivo viveu e foi desenvolvida por Maurice Goldhaber em 1956. Em sua proposta, haveria um ponto, que foi chamado de Universon, que teria desmoronado em um par Cosmon e Anticosmon. Goldhaber estava se perguntando por que haveria alguma diferença se quantidades iguais de matéria e antimatéria foram formadas no início do big bang. Uma explicação para isso é o assimetria de matéria, o que significa que poderia haver um pouco mais matéria do que antimatéria, por exemplo, 1001 partículas de matéria para cada 1000 antimatéria. No modelo de Goldhabers, cosmon e anticosmon teriam se separado e, portanto, explicando o problema sem assimetria.
Em 1989 Hans Dehmelt tentou modernizar a ideia do átomo primordial. Nessa hipótese, o cosmonium teria sido a forma de matéria mais pesada no início do big bang.